# 3월 16일
3월 16일은 그레고리력으로 75번째(윤년일 경우 76번째) 날에 해당한다.

## 사건
- 1521년 - 페르디난드 마젤란이 필리핀에 도착하다.
- 1815년 - 네덜란드 왕국의 성립.
- 1935년 - 아돌프 히틀러가 베르사유 조약 파기를 선언하고 나치 독일이 재무장하도록 지시하다.
- 1962년 - 포르투갈령 고아, 인도에 병합.
- 1960년 - 3·15 마산 시위 관련자를 대한민국 정부는 형법과 국가보안법으로 엄벌하겠다는 방침을 발표하였다.
- 1962년 - 박정희 국가재건최고회의 의장, 정치활동정화법 공포.
- 1968년 - 베트남 전쟁 중 미군이 미라이 마을에서 민간인 347명을 학살하다.
- 1969년 - 강원도 주문진에 북한 무장공비 침투.
- 1978년 - 당시 이탈리아의 총리로 임명된 알도 모로가 로마에서 극좌단체인 붉은 여단에 납치되다. 알도 모로총리는 59일 만에 시체로 발견되었다.
- 1994년 - 대한민국 정부, 생수시판 전면 허용.
- 2007년 - 제주 초등학생 성추행 살인 사건이 발생했다.
- 2008년
  - 안양 초등학생 납치 살해 사건의 용의자 정성현이 검거됐다.
  - 진보신당 창당.
- 2014년 - 크림 공화국에서 러시아와의 합병을 위한 주민 투표가 진행되었다.
- 2021년 - 미국 조지아주 애틀랜타에서 총기 난사 사건이 일어나다.
- 2022년 - 일본 후쿠시마 앞바다에서 규모 7.3의 지진이 발생하였다.
- 2023년 - 연중 플러스의 종영일이자 39년 만에 폐지되었다.

## 문화
- 1923년 - 소파 방정환이 소년운동가 강영호와 일본 유학생들과 함께 색동회 설립을 준비하다.
- 1989년 - 프랑스군 한국전쟁 참전기념비 건립.
- 1998년 - SBS 프로덕션 김국진 우희진의 신나는 영어놀이 EQ/IQ가 출시되다.
- 2001년 - 이규혁, 스피드 스케이팅 남자 1500m 세계신기록 수립.
- 2003년 - 평화운동가 틱낫한 스님 방한.
- 2006년 - 대전 도시철도 1호선 개통. (1단계, 판암 ~ 정부청사 구간)
- 2012년 - 일본, 신칸센 300계 전동차가 도쿄발 신오사카행 노조미 329호(도카이도 신칸센), 신오사카발 하카타행 노조미 609호(산요 신칸센)를 마지막으로 도카이도·산요 신칸센에서 완전히 은퇴하다.
- 2015년 - 골프채널 JTBC GOLF 개국.

## 탄생
- 1751년 - 미국의 제4대 대통령 제임스 매디슨. (~1836년)
- 1789년 - 독일의 물리학자 게오르크 옴. (~1854년)
- 1822년 - 대한제국의 제22대 내각총리대신 이호석. (~1888년)
- 1871년 - 프랑스의 럭비 선수 프랑츠 레셸. (~1932년)
- 1876년 - 대한민국 최초의 여자 미국 유학생, 여의사 에스더 박. (~1910년)
- 1877년 - 이란 제국의 초대 레자 샤 팔라비. (~1944년)
- 1915년 - 일본의 수학자 고다이라 구니히코. (~1997년)
- 1921년 - 대한민국의 언론인, 소설가 이병주. (~1992년)
- 1922년
  - 대한민국의 기업인이자 대한극장 설립자, 정치인 국쾌남. (~2007년)
  - 대한민국의 작곡가 윤용하. (~1965년)
- 1924년 - 대한민국의 독립운동가 이갑상. (~2017년)
- 1925년 - 멕시코의 화학자, 경구피임약 발명가 루이스 미라몬테스. (~2004년)
- 1928년 - 대한민국의 배우 최무룡. (~1999년)
- 1935년
  - 재미(在美) 사업가 출신 대한민국의 정치인 박동선. (~2024년)
  - 대한민국의 기업인, 문화운동가 채현국. (~2021년)
- 1939년 - 아르헨티나의 축구인 카를로스 빌라르도.
- 1940년
  - 독일의 정치학자 클라우스 오페.
  - 대한민국의 성우 겸 배우 김무생. (~2005년)
- 1941년 - 이탈리아의 영화 감독 베르나르도 베르톨루치. (~2018년)
- 1942년 - 미국의 활동가, 작가 아니타 호프만. (~1998년)
- 1943년 - 대한민국의 성우 김종성.
- 1945년
  - 대한민국의 종교인 정명석.
  - 대한민국의 시인 나태주.
- 1947년 - 대한민국의 배우 백윤식.
- 1949년 - 미국의 배우 에릭 에스트라다.
- 1951년 - 대한민국의 정치인 이석현.
- 1953년
  - 대한민국의 기업인 박상진.
  - 미국의 프로그래머 리처드 스톨만.
  - 프랑스의 배우 이자벨 위페르.
- 1955년 - 대한민국의 가수, 뮤지컬 배우 찰리 박. (~2023년)
- 1959년 - 독일의 배우 루트거 피스토어.
- 1960년 - 대한민국의 배우, 희극인 이재포.
- 1961년
  - 대한민국의 배우 이미영.
  - 대한민국의 기초의원 김태웅. (~2023년)
- 1963년
  - 대한민국의 전직 야구 선수 김대중.
  - 일본의 비디오 게임 디자이너 아오누마 에이지.
- 1964년 - 대한민국의 법조인 고돈식.
- 1965년
  - 대한민국의 요리연구가 김소희.
  - 대한민국의 가수, 건축가 양진석.
  - 캐나다의 정치인, 총리 마크 카니.
- 1967년
  - 미국의 배우 로런 그레이엄.
  - 대한민국의 검사 노정연.
- 1968년
  - 대한민국의 희극인 정진수.
  - 대한민국의 배우 윤동환.
  - 미라이 학살.
- 1969년
  - 이탈리아의 펜싱 선수 토니 테렌치.
  - 쿠바의 권투 선수 후안 에르난데스 시에라.
- 1970년 - 대한민국의 성우 이규석.
- 1971년
  - 대한민국의 배우 박용우.
  - 미국의 배우, 성우 앨런 튜딕.
  - 일본의 배우 키무라 타에.
- 1973년 - 대한민국의 전 래퍼 이현배 (45RPM) (~2021년).
- 1975년
  - 대한민국의 전 축구 선수 박성철.
  - 영국의 배우 시에나 길로리.
- 1976년
  - 대한민국의 배우 이수완.
  - 일본의 성우 노지마 켄지.
- 1977년
  - 대한민국의 모델 오서운.
  - 대한민국의 국악인 김동현.
  - 일본의 성우 야스모토 히로키.
- 1978년
  - 미국의 배우 브룩 번즈.
  - 대한민국의 스피드 스케이팅 선수 이규혁.
- 1979년 - 대한민국의 배우 현우성.
- 1980년 - 대한민국의 가수 김하나 (클레오).
- 1981년
  - 대한민국의 배우 채민서.
  - 미국의 전직 야구 선수 커티스 그랜더슨.
  - 덴마크의 가수 클라라 소피.
- 1982년
  - 대한민국의 배우 김보경.
  - 대한민국의 배우 이세나.
  - 대한민국의 래퍼 비즈니즈 (I.F).
  - 미국의 야구 선수 브라이언 윌슨.
  - 일본의 배우 가모 마유.
- 1983년 - 미국의 야구 선수 브랜던 리그.
- 1984년
  - 대한민국의 배우 김민서.
  - 대한민국의 배우 유세례.
- 1985년 - 대한민국의 가수 정욱.
- 1986년
  - 일본의 피겨 스케이팅 선수 다카하시 다이스케.
  - 대한민국의 아나운서 이지연.
  - 대한민국의 희극인 이서현.
  - 일본의 전 축구 선수 도키타 고헤이.
- 1987년
  - 대한민국의 야구 선수 손용석.
  - 러시아의 프리스타일 스키 선수 알렉산드르 스미실랴예프.
- 1988년
  - 대한민국의 야구 선수 이두환.
  - 캐나다의 쇼트트랙 선수 제시카 그렉.
- 1989년
  - 대한민국의 배우 정소민.
  - 잉글랜드 프리미어리그 축구 선수 시오 월컷. (아스날)
  - 미국의 농구 선수 블레이크 그리핀.
  - 일본의 성우 쿠도 하루카.
- 1990년
  - 대한민국의 스피드 스케이팅 선수 최정원.
  - 대한민국의 아나운서 김민지.
- 1991년
  - 대한민국의 가수 이진아.
  - 대한민국의 축구 선수 이태호.
- 1992년
  - 대한민국의 배우 김미수. (~2022년)
  - 대한민국의 육상 선수 최경선.
- 1993년
  - 대한민국의 전 가수 효은.
  - 대한민국의 스피드 스케이팅 선수 차민규.
  - 일본의 성우 타카다 유우키.
- 1994년 - 대한민국의 가수 박지은.
- 1995년 - 대한민국의 가수, 작곡가 길대호.
- 1996년 - 대한민국의 가수 차도현.
- 1997년 - 잉글랜드이 축구 선수 도미닉 캘버트루인.
- 1998년
  - 대한민국의 야구 선수 배동현.
  - 대한민국의 야구 선수 나균안.
  - 일본의 육상 선수 기타구치 하루카.
  - 대한민국의 배구 선수 지민경.
- 1999년 - 일본의 가수 유 (온앤오프).
- 2001년 - 중화민국의 양궁 선수 탕즈쥔.
- 2002년 - 대한민국의 축구 선수 김민우.
- 2004년
  - 대한민국의 육상 선수 양예빈.
  - 일본의 아이돌 키타가와 리오.
- 2005년 - 대한민국의 배우 장대웅.

## 사망
- 37년 - 로마 제국의 제2대 황제 티베리우스. (기원전 42년~)
- 455년 - 서로마 제국의 황제 발렌티니아누스 3세. (419년~)
- 1608년 - 조선의 제14대 국왕 선조. (1552년~)
- 1736년 - 이탈리아의 작곡가 조반니 바티스타 페르골레시. (1710년~)
- 1898년 - 영국의 화가 오브리 비어즐리. (1872년~)
- 1964년 - 대한민국의 관료 이근직. (1903년~)
- 1987년 - 미국의 정치인 사무엘 샤피로. (1907년~)
- 2012년 - 일본의 철학가 요시모토 다카아키. (1924년~)
- 2018년 - 대한민국의 성우 권희덕. (1956년~)
- 2019년 - 모리타니의 군인 모하메드 마무드 울드 룰리. (1943년~)
- 2020년 - 미국의 영화배우 스튜어트 휘트먼. (1928년~)
- 2021년 - 대한민국의 공무원 정광수. (1953년~)
- 2022년
  - 대한민국의 정치인 홍성우. (1938년~)
  - 미국의 야구 선수 랠프 테리. (1936년~)
  - 에스토니아의 영화배우 헬레네 반나리. (1948년~)
- 2025년 - 벨기에의 영화배우 에밀리 드켄. (1981년~)

## 기념일
- 바카날리아: 고대 로마에서 술의 신 바쿠스(Bacchus, 그리스 신화의 디오니소스)를 기리던 축제, 로마 제국

## 같이 보기
- 전날: 3월 15일 다음날: 3월 17일 - 전달: 2월 16일 다음달: 4월 16일
- 음력: 3월 16일
- 모두 보기